# Eohypochthonius vilhenarum
Eohypochthonius vilhenarum är en kvalsterart som först beskrevs av Balogh 1958.  Eohypochthonius vilhenarum ingår i släktet Eohypochthonius och familjen Hypochthoniidae. Inga underarter finns listade i Catalogue of Life.